# Kaplica grobowa Kozłowieckich w Majdanie Królewskim
Kaplica grobowa Kozłowieckich w Majdanie Królewskim – kaplica grobowa znajdująca się na cmentarzu parafialnym w Majdanie Królewskim.

## Historia
Kaplica została wybudowana w 2. poł. XIX wieku przez rodzinę Kozłowieckich. W późniejszym czasie była wielokrotnie remontowana, m.in. w latach 80. XX wieku oraz przed listopadem 2016 roku. 17 grudnia 2014 roku wpisano ją do rejestru zabytków pod numerem A-1301.

## Architektura
Świątynia jednoprzestrzenna, parterowa, wybudowana na rzucie prostokątna, murowana z cegły. Ma spłaszczony, dwuspadowy dach nakryty blachą trapezową.    
We wnętrzu budowli znajduje się ołtarz, a nad nim figura Matki Bożej Niepokalanie Poczętej z Lourdes. Powstała w latach 1872–1879 z fundacji ks. Józefa Tałasiewicza.
W kaplicy pochowano Adama Kozłowieckiego – ojca kard. Adama Kozłowieckiego, Czesława Ostoję Kozłowieckiego, Helenę z Żeromskich Kaczkowską, Teofila Świnkę Kaczkowskiego, Salomeę z Pęgowskich Kaczkowską i Józefa Koraba Dolańskiego.